# Ana María Rodas
Ana María Rodas (sinh năm 1937 tại thành phố Guatemala) là một nhà báo và nhà thơ người Guatemala, và là một nhân vật xuất sắc của bức tranh toàn cảnh văn học Trung Mỹ.

## Tiểu sử
Rodas xuất bản tập thơ đầu tiên của mình vào năm 1973. Năm 1990, cô nhận được một đề cập danh dự từ Juegos Florales Hispanoamericanos, một cuộc thi văn học. Năm 2000, cô được trao giải thưởng văn học quốc gia Guatemala.
Sách của cô đã được dịch sang tiếng Đức, tiếng Anh và tiếng Ý.
Vào ngày 9 tháng 9 năm 2017, cô đã nhận được vinh dự được vinh danh là Người minh họa cho những đóng góp của mình cho văn học phổ quát, được công nhận trong lễ kỷ niệm ba trăm năm của Đại học San Carlos Guatemala.

## Công trình

### Tường thuật
Tường thuật của Ana María Rodas. Sách trong Audio Cassette, Bộ Văn hóa, Guatemala, 1995
Mariana ở Tigrera, 1996
The Nun, 2002